# Tríptico de Braque
O Tríptico da Família Braque ou Tríptico de Braque, é uma pintura a  óleo sobre carvalho datada de c. 1452 atribuída ao pintor flamengo Rogier van der Weyden. Quando se encontra totalmente aberto, os seus painéis mostram, da esquerda para a direita, S. João Baptista, a Virgem Maria com Jesus e São João Evangelista, e, à direita, Maria Madalena. Quando as alas estão fechadas, pode ver-se a vanitas motif com um crânio e uma cruz. Encontra-se no Museu do Louvre em Paris, França. As suas dimensões são: 41 cm × 34,5 cm; 41 cm × 68 cm; 41 cm × 34,5 cm.
O Tríptico de Braque é o único trabalho devocional de Van der Weyden sobrevivente que foi pintado para fins privados e não para exposição pública. O retábulo terá tido contratado por Jehan Braque de Tournai ou, mais provavelmente, pela sua esposa Catherine de Brabant – possivelmente depois da morte súbita de Jehan em 1452. O casal esteve casado por um breve período de tempo. Catherine era muito mais nova do que o seu marido; quando casaram em 1450 ou inícios de 1451, ela tinha 20 anos de idade, menos 12 ou 13 que Jehan. É evidente que Catherine tinha um grande afecto por ele. Quando ela morreu, quase 50 anos depois dele, pediu para ser enterrada a seu lado, apesar de ter casado de novo alguns anos depois.